# Zdzisław Włodek
Zdzisław Włodek (2. listopadu 1852 – 30. července 1928) byl rakouský politik polské národnosti z Haliče, na konci 19. století poslanec Říšské rady.

## Biografie
Byl poslancem Říšské rady (celostátního parlamentu Předlitavska), kam usedl v doplňovacích volbách roku 1894 za kurii velkostatkářskou v Haliči. Nastoupil 22. května 1894 místo Atanazyho Benoé. Ve volebním období 1891–1897 se uvádí jako rytíř Zdzislaw von Włodek, statkář, bytem Dąbrowica.
Po nástupu do parlamentu vstoupil do poslaneckého Polského klubu.